# ملعب الشيخ محمد لغظف
ملعب الشيخ محمد لغظف هو ملعب لكرة القدم تم تشييده سنة 1984 على يد محمد لغضف، يقع في مدينة العيون (مدينة) بالمغرب. هو معقل نادي شباب المسيرة، ويمكن أن يستوعب 30,000 متفرج.